# 山口自転車

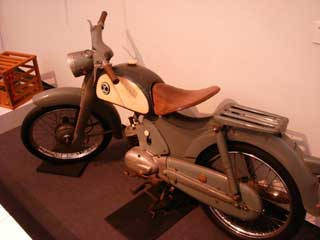
山口オートペット（50cc）

山口自転車（やまぐちじてんしゃ）は、かつて日本に存在した株式会社。自転車およびオートバイの製造を行っていた。

## 概要
1914年（大正3年）創業。社名は、創業者の山口重彦の名字から。本社は東京都台東区に、工場は埼玉県川口市に存在した。
第二次世界大戦以前は、自転車の製造を行っていたが、1953年からオートバイの製造に乗り出す。一時は現存する四大メーカーと互角の販売合戦を繰り広げたが、過当競争などのあおりを受けて1963年倒産。丸紅傘下となって「丸紅山口株式会社」に改称。実用車「山口ベニー号」、ランドナー「山口ベニックス」で知られるようになる。
1982年、丸紅が資本引き揚げ。入れ替わって関根自転車が資本参加、「セキネサイクル」を経て「三和自転車工業株式会社」と改称。
1986年2月、三和自転車工業から常務・小河原弘光が工場と共に独立して「アサヒサイクル」となり現在に至る。なお、同社は「サイクルベースあさひ」とは一切無関係。